# Olimpia Mălai
Olimpia Mălai (n. 1977, Oradea, România) este actriță de film, radio, televiziune, scenă și voce și traducătoare română.

## Biografie

### Educație
Absolventă a Universității Babeș-Bolyai din Cluj-Napoca și a Universității din București,

### Activitate artistică
Olimpia Mălai a jucat în filme, piese de teatru pentru teatrele de Nord din Satu Mare, Tineretului din Piatra Neamț și Arca din București, dar și ca voice-over pentru numeroase producții de animație americane și nu numai. În 2007, Olimpia Mălai a fost prezentatoarea formatului S.O.S. Salvați-mi casa de la Prima TV.
Olimpia este prietenă cu actrița internațională Anamaria Marinca, împreună cu care a tradus în limba română textul Pescărușului lui Cehov. Între anii 1999–2000, Olimpia Mălai, împreună cu Doru Cătănescu, Anamaria Marinca și Constantin Lupescu, au pus bazele Grupului de Acțiune Teatrală 05 (GAT 05). Reuniți în jurul regizorului francez Christian Benedetti, cei patru au jucat teatru pentru deținuții minori din închisoare.
Pe lângă actorie, printre pasiunile Olimpiei se numără cântatul și dansul.

## Filmografie

### Film
| An   | Film                             | Regizor            | Țară                  | Gen                      | Rol                 |
| ---- | -------------------------------- | ------------------ | --------------------- | ------------------------ | ------------------- |
| 2012 | Diaz – Don't Clean Up This Blood | Daniele Vicari     | Italia România Franța | Dramă                    | Franțuzoaica        |
| 2013 | Wer                              | William Brent Bell | Statele Unite         | Acțiune horror mister    | Jurnalista franceză |
| 2014 | Oțel ruginit                     | Ion Ionescu        | România               | Acțiune aventură comedie | Iris                |

### Teatru
- Petru sau petele din soare de Vlad Zografi (1998)[10]
- Căsătoria e un pas serios, spectacol coupé (1998)[10]
- Prințesa adormită, adaptare după Charles Perrault (1998)[10]
- Chirița se întoarce, adaptare după Vasile Alecsandri, regia Andrei Mihalache (1998)[10]
- Ubu și Milena de Nina Țânțar, regia Ion Mânzatu (1998)
- Votați... Escu, adaptare după Tudor Mușatescu, regia Felicia Dalu (2001)[11]
- Teatru Sport, regia Bogdan Dumitrescu (2003) – primul spectacol de improvizație din România[12]
- 2 frați de Fausto Pravidinio, regia Constantin Lupescu (2005)[13]
- Totul despre ei de Clara Flores Aguilera, regia Antoaneta Zaharia (2009)[14]

### Dublaj
- Khumba (2013) – Nora/Zuki[15]
- Cum să evadezi de pe Pământ (2013) – Gabby
- Boxtroli (2014) – Lady Broderick
- Coconut, micul dragon (2014) – Proselinda
- La capătul lumii (2015) – alte voci
- Barbie în tabăra de muzică (2015) – Svetlana Petranova/Profesoara
- Norm de la Polul Nord (2016) – Klubeck
- Kubo și lăuta magică (2016) – Maimuța/Mama Kubo[16]
- Sunt un ticălos mic 3 (2017) – Marlena
- Cronicile Xiaolin (2013) - Wuya
- Uimitoarea lume a lui Gumball (2015 - prezent) Bunica Jojo, alte voci.
- Elevi interdimensionali Zero (2015) - alte voci
- Să-nceapă aventura (2015) - Mentosan, alte voci
- Angelo e cel mai tare (2015) - alte voci
- Ben 10 (2016) - alte voci
- Un show obișnuit (2015) - alte voci
- Aventurile fraților urși (2015) - alte voci